# Miconia pedicellata
Miconia pedicellata är en tvåhjärtbladig växtart som beskrevs av Célestin Alfred Cogniaux. Miconia pedicellata ingår i släktet Miconia och familjen Melastomataceae. Inga underarter finns listade i Catalogue of Life.